# Long Tall Sally (EP giapponese)
Long Tall Sally è un EP dei Beatles pubblicato in Giappone il 5 maggio 1965 dalla Odeon, con il numero di serie OP 4055. È simile all'EP inglese Long Tall Sally.

## Tracce
Lato A
1. Long Tall Sally
2. Matchbox

Lato B
1. I Feel Fine
2. Slow Down[1]

## Formazione
- John Lennon - voce nelle tracce 3 e 4, chitarra solista nelle tracce 1, 2 e 3, chitarra ritmica nella traccia e 4
- Paul McCartney - voce nella traccia 1, cori, basso elettrico
- Ringo Starr - voce nella traccia 2, batteria
- George Harrison - chitarra ritmica nella traccia 2, cori nella traccia 3, chitarra solista
- George Martin - pianoforte nelle tracce 2 e 4[2][3][4][5]